# União Americana pelas Liberdades Civis
A União Americana pelas Liberdades Civis (em inglês: American Civil Liberties Union; sigla: ACLU) é uma ONG norte-americana sediada na cidade de Nova Iorque cuja missão é "defender e preservar os direitos e liberdades individuais garantidas a cada pessoa neste país pela Constituição e leis dos Estados Unidos".
A ACLU atua na defesa de liberdades confiadas pela Constituição dos Estados Unidos aos cidadãos do país, e se engaja em situações nas quais, na avaliação da ONG, as liberdades são postas em questão. Ela também participa de litígios judiciais, relacionados à defesa da liberdade e dos direitos constitucionais, como amicus curiae.
A ACLU foi fundada em 1920 por Crystal Eastman, Roger Baldwin e Walter Nelles.